# Seznam dílů seriálu Lovci duchů
Toto je seznam dílů seriálu Lovci duchů. Americký dramatický seriál Lovci duchů vysílala v letech 2005–2006 americká televize The WB a v letech 2006–2020 stanice The CW. Vzniklo celkem 327 dílů, rozdělených do patnácti řad. V českém znění uvedla TV Prima první dvě řady v letech 2006–2008. Další čtyři série byly premiérově odvysílány na stanici Prima Cool v letech 2010–2014.

## Přehled řad
| Řada | Díly | Premiéra v USA | Premiéra v USA     | Premiéra v ČR    | Premiéra v ČR    | Stanice v USA |
| Řada | Díly | První díl      | Poslední díl       | První díl        | Poslední díl     | Stanice v USA |
| ---- | ---- | -------------- | ------------------ | ---------------- | ---------------- | ------------- |
| 1    | 22   | 13. září 2005  | 4. května 2006     | 26. května 2006  | 11. září 2006    | The WB        |
| 2    | 22   | 28. září 2006  | 17. května 2007    | 6. ledna 2008    | 1. června 2008   | The CW        |
| 3    | 16   | 4. října 2007  | 15. května 2008    | 22. ledna 2010   | 7. května 2010   | The CW        |
| 4    | 22   | 18. září 2008  | 14. května 2009    | 14. května 2010  | 8. října 2010    | The CW        |
| 5    | 22   | 10. září 2009  | 13. května 2010    | 8. července 2011 | 9. prosince 2011 | The CW        |
| 6    | 22   | 24. září 2010  | 20. května 2011    | 15. října 2013   | 22. ledna 2014   | The CW        |
| 7    | 23   | 23. září 2011  | 18. května 2012    | nebylo vysíláno  | nebylo vysíláno  | The CW        |
| 8    | 23   | 3. října 2012  | 15. května 2013    | nebylo vysíláno  | nebylo vysíláno  | The CW        |
| 9    | 23   | 8. října 2013  | 20. května 2014    | nebylo vysíláno  | nebylo vysíláno  | The CW        |
| 10   | 23   | 7. října 2014  | 20. května 2015    | nebylo vysíláno  | nebylo vysíláno  | The CW        |
| 11   | 23   | 7. října 2015  | 25. května 2016    | nebylo vysíláno  | nebylo vysíláno  | The CW        |
| 12   | 23   | 13. října 2016 | 18. května 2017    | nebylo vysíláno  | nebylo vysíláno  | The CW        |
| 13   | 23   | 12. října 2017 | 17. května 2018    | nebylo vysíláno  | nebylo vysíláno  | The CW        |
| 14   | 20   | 11. října 2018 | 25. dubna 2019     | nebylo vysíláno  | nebylo vysíláno  | The CW        |
| 15   | 20   | 10. října 2019 | 19. listopadu 2020 | nebylo vysíláno  | nebylo vysíláno  | The CW        |

## Seznam dílů

### První řada (2005–2006)
| Č. v seriálu | Č. v řadě | Původní název     | Český název          | Režie                 | Scénář                                                        | Premiéra v USA (The WB) | Premiéra v ČR     |
| ------------ | --------- | ----------------- | -------------------- | --------------------- | ------------------------------------------------------------- | ----------------------- | ----------------- |
| 1            | 1         | Pilot             | Mrtvá na mostě       | David Nutter          | Eric Kripke                                                   | 13. září 2005           | 26. května 2006   |
| 2            | 2         | Wendigo           | Wendigo              | David Nutter          | námět: Ron Milbauer a Terri Hughes Burton scénář: Eric Kripke | 20. září 2005           | 2. června 2006    |
| 3            | 3         | Dead in the Water | Jezero smrti         | Kim Manners           | Sera Gamble a Raelle Tucker                                   | 27. září 2005           | 9. června 2006    |
| 4            | 4         | Phantom Traveler  | Démon v letadle      | Robert Singer         | Richard Hatem                                                 | 4. října 2005           | 12. června 2006   |
| 5            | 5         | Bloody Mary       | Krvavá Mary          | Peter Ellis           | námět: Eric Kripke scénář: Ron Milbauer a Terri Hughes Burton | 11. října 2005          | 19. června 2006   |
| 6            | 6         | Skin              | Druhá kůže           | Robert Duncan McNeill | John Shiban                                                   | 18. října 2005          | 26. června 2006   |
| 7            | 7         | Hook Man          | Muž s hákem          | David Jackson         | John Shiban                                                   | 25. října 2005          | 3. července 2006  |
| 8            | 8         | Bugs              | Kletba               | Kim Manners           | Rachel Nave a Bill Coakley                                    | 8. listopadu 2005       | 10. července 2006 |
| 9            | 9         | Home              | Znovu doma           | Ken Girotti           | Eric Kripke                                                   | 15. listopadu 2005      | 17. července 2006 |
| 10           | 10        | Asylum            | Rooseveltova léčebna | Guy Bee               | Richard Hatem                                                 | 22. listopadu 2005      | 24. července 2006 |
| 11           | 11        | Scarecrow         | Strašák              | Kim Manners           | námět: Patrick Sean Smith scénář: John Shiban                 | 10. ledna 2006          | 31. července 2006 |
| 12           | 12        | Faith             | Víra                 | Allan Kroeker         | Sera Gamble a Raelle Tucker                                   | 17. ledna 2006          | 2. srpna 2006     |
| 13           | 13        | Route 666         | Silnice 666          | Paul Shapiro          | Brad Buckner a Eugenie Ross-Leming                            | 31. ledna 2006          | 7. srpna 2006     |
| 14           | 14        | Nightmare         | Noční můra           | Phil Sgriccia         | Sera Gamble a Raelle Tucker                                   | 7. února 2006           | 9. srpna 2006     |
| 15           | 15        | The Benders       | Benderova rodina     | Peter Ellis           | John Shiban                                                   | 14. února 2006          | 14. srpna 2006    |
| 16           | 16        | Shadow            | Neviditelný zabiják  | Kim Manners           | Eric Kripke                                                   | 28. února 2006          | 16. srpna 2006    |
| 17           | 17        | Hell House        | Pekelný dům          | Chris Long            | Trey Callaway                                                 | 30. března 2006         | 21. srpna 2006    |
| 18           | 18        | Something Wicked  | Striga               | Whitney Ransick       | Daniel Knauf                                                  | 6. dubna 2006           | 23. srpna 2006    |
| 19           | 19        | Provenance        | Obraz                | Phil Sgriccia         | David Ehrman                                                  | 13. dubna 2006          | 28. srpna 2006    |
| 20           | 20        | Dead Man's Blood  | Nebožtíkova krev     | Tony Wharmby          | Cathryn Humphris a John Shiban                                | 20. dubna 2006          | 30. srpna 2006    |
| 21           | 21        | Salvation         | Salvation            | Robert Singer         | Sera Gamble a Raelle Tucker                                   | 27. dubna 2006          | 4. září 2006      |
| 22           | 22        | Devil's Trap      | Ďáblova past         | Kim Manners           | Eric Kripke                                                   | 4. května 2006          | 11. září 2006     |

### Druhá řada (2006–2007)
| Č. v seriálu | Č. v řadě | Původní název                            | Český název                      | Režie           | Scénář                                                    | Premiéra v USA (The CW) | Premiéra v ČR   |
| ------------ | --------- | ---------------------------------------- | -------------------------------- | --------------- | --------------------------------------------------------- | ----------------------- | --------------- |
| 23           | 1         | In My Time of Dying                      | Ve chvíli mé smrti               | Kim Manners     | Eric Kripke                                               | 28. září 2006           | 6. ledna 2008   |
| 24           | 2         | Everybody Loves a Clown                  | Klauna má každý rád              | Phil Sgriccia   | John Shiban                                               | 5. října 2006           | 13. ledna 2008  |
| 25           | 3         | Bloodlust                                | Chuť krve                        | Robert Singer   | Sera Gamble                                               | 12. října 2006          | 20. ledna 2008  |
| 26           | 4         | Children Shouldn't Play with Dead Things | Ona je zombie                    | Kim Manners     | Raelle Tucker                                             | 19. října 2006          | 27. ledna 2008  |
| 27           | 5         | Simon Said                               | Slepá poslušnost                 | Tim Iacofano    | Ben Edlund                                                | 26. října 2006          | 3. února 2008   |
| 28           | 6         | No Exit                                  | Není úniku                       | Kim Manners     | Matt Witten                                               | 2. listopadu 2006       | 10. února 2008  |
| 29           | 7         | The Usual Suspects                       | Obvyklí podezřelí                | Mike Rohl       | Cathryn Humphris                                          | 9. listopadu 2006       | 17. února 2008  |
| 30           | 8         | Crossroad Blues                          | Křižovatka blues                 | Steve Boyum     | Sera Gamble                                               | 16. listopadu 2006      | 24. února 2008  |
| 31           | 9         | Croatoan                                 | Smrtící nákaza                   | Robert Singer   | John Shiban                                               | 7. prosince 2006        | 2. března 2008  |
| 32           | 10        | Hunted                                   | Kořist                           | Rachel Talalay  | Raelle Tucker                                             | 11. ledna 2007          | 9. března 2008  |
| 33           | 11        | Playthings                               | Návrat do dětství                | Charles Beeson  | Matt Witten                                               | 18. ledna 2007          | 16. března 2008 |
| 34           | 12        | Nightshifter                             | Změna podoby                     | Phil Sgriccia   | Ben Edlund                                                | 25. ledna 2007          | 23. března 2008 |
| 35           | 13        | Houses of the Holy                       | Anděl pomsty                     | Kim Manners     | Sera Gamble                                               | 1. února 2007           | 30. března 2008 |
| 36           | 14        | Born Under a Bad Sign                    | Zrozen ve zlém znamení           | J. Miller Tobin | Cathryn Humphris                                          | 8. února 2007           | 6. dubna 2008   |
| 37           | 15        | Tall Tales                               | Drby                             | Bradford May    | John Shiban                                               | 15. února 2007          | 13. dubna 2008  |
| 38           | 16        | Roadkill                                 | Bouračka                         | Charles Beeson  | Raelle Tucker                                             | 15. března 2007         | 20. dubna 2008  |
| 39           | 17        | Heart                                    | Srdce                            | Kim Manners     | Sera Gamble                                               | 22. března 2007         | 27. dubna 2008  |
| 40           | 18        | Hollywood Babylon                        | Hollywoodský babylon             | Phil Sgriccia   | Ben Edlund                                                | 19. dubna 2007          | 4. května 2008  |
| 41           | 19        | Folsom Prison Blues                      | Vězeňské blues                   | Mike Rohl       | John Shiban                                               | 26. dubna 2007          | 11. května 2008 |
| 42           | 20        | What Is and What Should Never Be         | Co je a co nikdy nemělo být      | Eric Kripke     | Raelle Tucker                                             | 3. května 2007          | 18. května 2008 |
| 43           | 21        | All Hell Breaks Loose (Part 1)           | Otevřelo se samo peklo (1. část) | Robert Singer   | Sera Gamble                                               | 10. května 2007         | 25. května 2008 |
| 44           | 22        | All Hell Breaks Loose (Part 2)           | Otevřelo se samo peklo (2. část) | Kim Manners     | námět: Eric Kripke a Michael T. Moore scénář: Eric Kripke | 17. května 2007         | 1. června 2008  |

### Třetí řada (2007–2008)
| Č. v seriálu | Č. v řadě | Původní název                 | Český název                 | Režie           | Scénář                                                         | Premiéra v USA (The CW) | Premiéra v ČR   |
| ------------ | --------- | ----------------------------- | --------------------------- | --------------- | -------------------------------------------------------------- | ----------------------- | --------------- |
| 45           | 1         | The Magnificent Seven         | Sedm smrtelných hříchů      | Kim Manners     | Eric Kripke                                                    | 4. října 2007           | 22. ledna 2010  |
| 46           | 2         | The Kids Are Alright          | Nejsou děti jako děti       | Phil Sgriccia   | Sera Gamble                                                    | 11. října 2007          | 29. ledna 2010  |
| 47           | 3         | Bad Day at Black Rock         | Smolný den v Black Rock     | Robert Singer   | Ben Edlund                                                     | 18. října 2007          | 5. února 2010   |
| 48           | 4         | Sin City                      | Město hříchu                | Charles Beeson  | Robert Singer a Jeremy Carver                                  | 25. října 2007          | 12. února 2010  |
| 49           | 5         | Bedtime Stories               | Dobrou noc, děti            | Mike Rohl       | Cathryn Humphris                                               | 1. listopadu 2007       | 19. února 2010  |
| 50           | 6         | Red Sky at Morning            | Loď duchů                   | Cliff Bole      | Laurence Andries                                               | 8. listopadu 2007       | 26. února 2010  |
| 51           | 7         | Fresh Blood                   | Krev za krev                | Kim Manners     | Sera Gamble                                                    | 15. listopadu 2007      | 5. března 2010  |
| 52           | 8         | A Very Supernatural Christmas | Velmi nadpřirozené Vánoce   | J. Miller Tobin | Jeremy Carver                                                  | 13. prosince 2007       | 12. března 2010 |
| 53           | 9         | Malleus Maleficarum           | Kladivo na čarodějnice      | Robert Singer   | Ben Edlund                                                     | 31. ledna 2008          | 19. března 2010 |
| 54           | 10        | Dream a Little Dream of Me    | Ať se ti o mně zdá          | Steve Boyum     | námět: Sera Gamble a Cathryn Humphris scénář: Cathryn Humphris | 7. února 2008           | 26. března 2010 |
| 55           | 11        | Mystery Spot                  | Časová smyčka               | Kim Manners     | námět: Jeremy Carver a Emily McLaughlin scénář: Jeremy Carver  | 14. února 2008          | 2. dubna 2010   |
| 56           | 12        | Jus in Bello                  | Právo na spravedlivou válku | Phil Sgriccia   | Sera Gamble                                                    | 21. února 2008          | 9. dubna 2010   |
| 57           | 13        | Ghostfacers                   | Mortonův dům                | Phil Sgriccia   | Ben Edlund                                                     | 24. dubna 2008          | 16. dubna 2010  |
| 58           | 14        | Long Distance Call            | Hovory ze záhrobí           | Robert Singer   | Jeremy Carver                                                  | 1. května 2008          | 23. dubna 2010  |
| 59           | 15        | Time Is on My Side            | Nesmrtelný doktor           | Charles Beeson  | Sera Gamble                                                    | 8. května 2008          | 30. dubna 2010  |
| 60           | 16        | No Rest for the Wicked        | Hříšníci nenaleznou pokoje  | Kim Manners     | Eric Kripke                                                    | 15. května 2008         | 7. května 2010  |

### Čtvrtá řada (2008–2009)
| Č. v seriálu | Č. v řadě | Původní název                                | Český název             | Režie           | Scénář                                                | Premiéra v USA (The CW) | Premiéra v ČR     |
| ------------ | --------- | -------------------------------------------- | ----------------------- | --------------- | ----------------------------------------------------- | ----------------------- | ----------------- |
| 61           | 1         | Lazarus Rising                               | Lazarovo vzkříšení      | Kim Manners     | Eric Kripke                                           | 18. září 2008           | 14. května 2010   |
| 62           | 2         | Are You There, God? It's Me, Dean Winchester | Jsi tam, Bože?          | Phil Sgriccia   | námět: Sera Gamble a Lou Bollo scénář: Sera Gamble    | 25. září 2008           | 21. května 2010   |
| 63           | 3         | In the Beginning                             | Na začátku              | Steve Boyum     | Jeremy Carver                                         | 2. října 2008           | 28. května 2010   |
| 64           | 4         | Metamorphosis                                | Proměna                 | Kim Manners     | Cathryn Humphris                                      | 9. října 2008           | 4. června 2010    |
| 65           | 5         | Monster Movie                                | Návrat hraběte Drákuly  | Robert Singer   | Ben Edlund                                            | 16. října 2008          | 11. června 2010   |
| 66           | 6         | Yellow Fever                                 | Žlutá horečka           | Phil Sgriccia   | Andrew Dabb a Daniel Loflin                           | 23. října 2008          | 18. června 2010   |
| 67           | 7         | It’s the Great Pumpkin, Sam Winchester       | Pekelný Halloween       | Charles Beeson  | Julie Siege                                           | 30. října 2008          | 25. června 2010   |
| 68           | 8         | Wishful Thinking                             | Studna přání            | Robert Singer   | námět: Ben Edlund a Lou Bollo scénář: Ben Edlund      | 6. listopadu 2008       | 2. července 2010  |
| 69           | 9         | I Know What You Did Last Summer              | Tajemství loňského léta | Charles Beeson  | Sera Gamble                                           | 13. listopadu 2008      | 9. července 2010  |
| 70           | 10        | Heaven and Hell                              | Nebe proti peklu        | J. Miller Tobin | námět: Trevor Sands scénář: Eric Kripke               | 20. listopadu 2008      | 16. července 2010 |
| 71           | 11        | Family Remains                               | O rodičích a dětech     | Phil Sgriccia   | Jeremy Carver                                         | 15. ledna 2009          | 23. července 2010 |
| 72           | 12        | Criss Angel Is a Douchebag                   | Nesmrtelnost            | Robert Singer   | Julie Siege                                           | 22. ledna 2009          | 30. července 2010 |
| 73           | 13        | After School Special                         | Duch ze střední         | Adam Kane       | Andrew Dabb a Daniel Loflin                           | 29. ledna 2009          | 6. srpna 2010     |
| 74           | 14        | Sex and Violence                             | Volání sirén            | Charles Beeson  | Cathryn Humphris                                      | 5. února 2009           | 13. srpna 2010    |
| 75           | 15        | Death Takes a Holiday                        | Smrt má dovolenou       | Steve Boyum     | Jeremy Carver                                         | 12. března 2009         | 20. srpna 2010    |
| 76           | 16        | On the Head of a Pin                         | Na špičce jehly         | Mike Rohl       | Ben Edlund                                            | 19. března 2009         | 27. srpna 2010    |
| 77           | 17        | It's a Terrible Life                         | Život je pes            | James L. Conway | Sera Gamble                                           | 26. března 2009         | 3. září 2010      |
| 78           | 18        | The Monster at the End of This Book          | Prorok Boží             | Mike Rohl       | námět: Julie Siege a Nancy Weiner scénář: Julie Siege | 2. dubna 2009           | 10. září 2010     |
| 79           | 19        | Jump the Shark                               | Hůř už být nemůže       | Phil Sgriccia   | Andrew Dabb a Daniel Loflin                           | 23. dubna 2009          | 17. září 2010     |
| 80           | 20        | The Rapture                                  | Extáze                  | Charles Beeson  | Jeremy Carver                                         | 30. dubna 2009          | 24. září 2010     |
| 81           | 21        | When the Levee Breaks                        | Když se protrhne hráz   | Robert Singer   | Sera Gamble                                           | 7. května 2009          | 1. října 2010     |
| 82           | 22        | Lucifer Rising                               | Poslední pečeť          | Eric Kripke     | Eric Kripke                                           | 14. května 2009         | 8. října 2010     |

### Pátá řada (2009–2010)
| Č. v seriálu | Č. v řadě | Původní název                         | Český název                          | Režie           | Scénář                                                                    | Premiéra v USA (The CW) | Premiéra v ČR      |
| ------------ | --------- | ------------------------------------- | ------------------------------------ | --------------- | ------------------------------------------------------------------------- | ----------------------- | ------------------ |
| 83           | 1         | Sympathy for the Devil                | Soucit s ďáblem                      | Robert Singer   | Eric Kripke                                                               | 10. září 2009           | 8. července 2011   |
| 84           | 2         | Good God, Y'All!                      | Jezdec na ohnivém koni               | Phil Sgriccia   | Sera Gamble                                                               | 17. září 2009           | 15. července 2011  |
| 85           | 3         | Free to Be You and Me                 | Bůh je mrtvý                         | J. Miller Tobin | Jeremy Carver                                                             | 24. září 2009           | 22. července 2011  |
| 86           | 4         | The End                               | Tak vypadá konec                     | Steve Boyum     | Ben Edlund                                                                | 1. října 2009           | 29. července 2011  |
| 87           | 5         | Fallen Idols                          | Padlí bohové                         | James L. Conway | Julie Siege                                                               | 8. října 2009           | 5. srpna 2011      |
| 88           | 6         | I Believe the Children Are Our Future | Děti jsou naše budoucnost            | Charles Beeson  | Andrew Dabb a Daniel Loflin                                               | 15. října 2009          | 12. srpna 2011     |
| 89           | 7         | The Curious Case of Dean Winchester   | Podivuhodný příběh Deana Winchestera | Robert Singer   | námět: Sera Gamble a Jenny Klein scénář: Sera Gamble                      | 29. října 2009          | 19. srpna 2011     |
| 90           | 8         | Changing Channels                     | Báječný televizní svět               | Charles Beeson  | Jeremy Carver                                                             | 5. listopadu 2009       | 26. srpna 2011     |
| 91           | 9         | The Real Ghostbusters                 | Praví lovci duchů                    | James L. Conway | námět: Nancy Weiner scénář: Eric Kripke                                   | 12. listopadu 2009      | 2. září 2011       |
| 92           | 10        | Abandon All Hope…                     | Není naděje                          | Phil Sgriccia   | Ben Edlund                                                                | 19. listopadu 2009      | 9. září 2011       |
| 93           | 11        | Sam, Interrupted                      | Narušení                             | James L. Conway | Andrew Dabb a Daniel Loflinr                                              | 21. ledna 2010          | 16. září 2011      |
| 94           | 12        | Swap Meat                             | Výměna těl                           | Robert Singer   | námět: Julie Siege, Rebecca Dessertine a Harvey Fedor scénář: Julie Siege | 28. ledna 2010          | 23. září 2011      |
| 95           | 13        | The Song Remains the Same             | Osudu neunikneš                      | Steve Boyum     | Sera Gamble a Nancy Weiner                                                | 4. února 2010           | 30. září 2011      |
| 96           | 14        | My Bloody Valentine                   | Krvavý Valentýn                      | Mike Rohl       | Ben Edlund                                                                | 11. února 2010          | 7. října 2011      |
| 97           | 15        | Dead Men Don’t Wear Plaid             | Mrtví muži nenosí skotskou sukni     | John Showalter  | Jeremy Carver                                                             | 25. března 2010         | 14. října 2011     |
| 98           | 16        | Dark Side of the Moon                 | Odvrácená strana Měsíce              | Jeff Woolnough  | Andrew Dabb a Daniel Loflin                                               | 1. dubna 2010           | 28. října 2011     |
| 99           | 17        | 99 Problems                           | 99 problémů                          | Charles Beeson  | Julie Siege                                                               | 8. dubna 2010           | 4. listopadu 2011  |
| 100          | 18        | Point of No Return                    | Místo, odkud není návratu            | Phil Sgriccia   | Jeremy Carver                                                             | 15. dubna 2010          | 11. listopadu 2011 |
| 101          | 19        | Hammer of the Gods                    | Kladivo bohů                         | Rick Bota       | námět: David Reed scénář: Andrew Dabb a Daniel Loflin                     | 22. dubna 2010          | 18. listopadu 2011 |
| 102          | 20        | The Devil You Know                    | Hra s ohněm                          | Robert Singer   | Ben Edlund                                                                | 29. dubna 2010          | 25. listopadu 2011 |
| 103          | 21        | Two Minutes To Midnight               | Poslední jezdec                      | Phil Sgriccia   | Sera Gamble                                                               | 6. května 2010          | 2. prosince 2011   |
| 104          | 22        | Swan Song                             | Labutí píseň                         | Steve Boyum     | námět: Eric Gewitz scénář: Eric Kripke                                    | 13. května 2010         | 9. prosince 2011   |

### Šestá řada (2010–2011)
| Č. v seriálu | Č. v řadě | Původní název                   | Český název                   | Režie          | Scénář                                                                                  | Premiéra v USA (The CW) | Premiéra v ČR      |
| ------------ | --------- | ------------------------------- | ----------------------------- | -------------- | --------------------------------------------------------------------------------------- | ----------------------- | ------------------ |
| 105          | 1         | Exile on Main St.               | Před minulostí neutečeš       | Phil Sgriccia  | Sera Gamble                                                                             | 24. září 2010           | 15. října 2013     |
| 106          | 2         | Two and a Half Man              | Dva a půl chlapa              | John Showalter | Adam Glass                                                                              | 1. října 2010           | 16. října 2013     |
| 107          | 3         | The Third Man                   | Ten třetí                     | Robert Singer  | Ben Edlund                                                                              | 8. října 2010           | 29. října 2013     |
| 108          | 4         | Weekend at Bobby's              | Bobbyho víkend                | Jensen Ackles  | Andrew Dabb a Daniel Loflin                                                             | 15. října 2010          | 30. října 2013     |
| 109          | 5         | Live Free or Twihard            | Trochu jiné stmívání          | Rod Hardy      | Brett Matthews                                                                          | 22. října 2010          | 12. listopadu 2013 |
| 110          | 6         | You Can't Handle the Truth      | I pravda zabíjí               | Jan Eliasberg  | námět: David Reed, Eric Charmelo a Nicole Snyder scénář: Eric Charmelo a Nicole Snyder  | 29. října 2010          | 13. listopadu 2013 |
| 111          | 7         | Family Matters                  | Rodinná záležitost            | Guy Bee        | Andrew Dabb a Daniel Loflin                                                             | 5. listopadu 2010       | 19. listopadu 2013 |
| 112          | 8         | All Dogs Go to Heaven           | Všichni psi půjdou do nebe    | Phil Sgriccia  | Adam Glass                                                                              | 12. listopadu 2010      | 20. listopadu 2013 |
| 113          | 9         | Clap Your Hands If You Believe… | Ať zatleská, kdo tomu věří    | John Showalter | Ben Edlund                                                                              | 19. listopadu 2010      | 3. prosince 2013   |
| 114          | 10        | Caged Heat                      | Spoutaný žár                  | Robert Singer  | Brett Matthews a Jenny Klein                                                            | 3. prosince 2010        | 4. prosince 2013   |
| 115          | 11        | Appointment in Samarra          | Schůzka se smrtí              | Mike Rohl      | Sera Gamble a Robert Singer                                                             | 10. prosince 2010       | 17. prosince 2013  |
| 116          | 12        | Like a Virgin                   | Únos panen                    | Phil Sgriccia  | Adam Glass                                                                              | 4. února 2011           | 18. prosince 2013  |
| 117          | 13        | Unforgiven                      | Co se nedá prominout          | David Barrett  | Andrew Dabb a Daniel Loflin                                                             | 11. února 2011          | 24. prosince 2013  |
| 118          | 14        | Mannequin 3: The Reckoning      | Pomsta figurín                | Jeannot Szwarc | Eric Charmelo a Nicole Snyder                                                           | 18. února 2011          | 25. prosince 2013  |
| 119          | 15        | The French Mistake              | Jiná realita                  | Charles Beeson | Ben Edlund                                                                              | 25. února 2011          | 31. prosince 2013  |
| 120          | 16        | …And Then There Were None       | …A pak nezbyl nikdo           | Mike Rohl      | Brett Matthews                                                                          | 4. března 2011          | 1. ledna 2014      |
| 121          | 17        | My Heart Will Go On             | Mé srdce bude bít dál         | Phil Sgriccia  | Eric Charmelo a Nicole Snyder                                                           | 15. dubna 2011          | 7. ledna 2014      |
| 122          | 18        | Frontierland                    | Na divokém západě             | Guy Bee        | námět: Andrew Dabb, Daniel Loflin a Jackson Stewart scénář: Andrew Dabb a Daniel Loflin | 22. dubna 2011          | 8. ledna 2014      |
| 123          | 19        | Mommy Dearest                   | Nejdražší maminka             | John Showalter | Adam Glass                                                                              | 29. dubna 2011          | 14. ledna 2014     |
| 124          | 20        | The Man Who Would Be King       | Dva králové                   | Ben Edlund     | Ben Edlund                                                                              | 6. května 2011          | 15. ledna 2014     |
| 125          | 21        | Let It Bleed                    | Až na krev                    | John Showalter | Sera Gamble                                                                             | 20. května 2011         | 21. ledna 2014     |
| 126          | 22        | The Man Who Knew Too Much       | Muž, který věděl příliš mnoho | Robert Singer  | Eric Kripke                                                                             | 20. května 2011         | 22. ledna 2014     |

### Sedmá řada (2011–2012)
| Č. v seriálu | Č. v řadě | Původní název                                 | Režie            | Scénář                             | Premiéra v USA (The CW) |
| ------------ | --------- | --------------------------------------------- | ---------------- | ---------------------------------- | ----------------------- |
| 127          | 1         | Meet the New Boss                             | Phil Sgriccia    | Sera Gamble                        | 23. září 2011           |
| 128          | 2         | Hello, Cruel World                            | Guy Bee          | Ben Edlund                         | 30. září 2011           |
| 129          | 3         | The Girl Next Door                            | Jensen Ackles    | Andrew Dabb a Daniel Loflin        | 7. října 2011           |
| 130          | 4         | Defending Your Life                           | Robert Singer    | Adam Glass                         | 14. října 2011          |
| 131          | 5         | Shut Up, Dr. Phil                             | Phil Sgriccia    | Brad Buckner a Eugenie Ross-Leming | 21. října 2011          |
| 132          | 6         | Slash Fiction                                 | John Showalter   | Robbie Thompson                    | 28. října 2011          |
| 133          | 7         | The Mentalists                                | Mike Rohl        | Ben Acker a Ben Blacker            | 4. listopadu 2011       |
| 134          | 8         | Season 7, Time for a Wedding!                 | Tim Andrew       | Andrew Dabb a Daniel Loflin        | 11. listopadu 2011      |
| 135          | 9         | How to Win Friends and Influence Monsters     | Guy Bee          | Ben Edlund                         | 18. listopadu 2011      |
| 136          | 10        | Death's Door                                  | Robert Singer    | Sera Gamble                        | 2. prosince 2011        |
| 137          | 11        | Adventures in Babysitting                     | Jeannot Szwarc   | Adam Glass                         | 6. ledna 2012           |
| 138          | 12        | Time After Time                               | Phil Sgriccia    | Robbie Thompson                    | 13. ledna 2012          |
| 139          | 13        | The Slice Girls                               | Jerry Wanek      | Brad Buckner a Eugenie Ross-Leming | 3. února 2012           |
| 140          | 14        | Plucky Pennywhistle's Magical Menagerie       | Mike Rohl        | Andrew Dabb a Daniel Loflin        | 10. února 2012          |
| 141          | 15        | Repo Man                                      | Thomas J. Wright | Ben Edlund                         | 17. února 2012          |
| 142          | 16        | Out with the Old                              | John Showalter   | Robert Singer a Jenny Klein        | 16. března 2012         |
| 143          | 17        | The Born-Again Identity                       | Robert Singer    | Sera Gamble                        | 23. března 2012         |
| 144          | 18        | Party on, Garth                               | Phil Sgriccia    | Adam Glass                         | 30. března 2012         |
| 145          | 19        | Of Grave Importance                           | Tim Andrew       | Brad Buckner a Eugenie Ross-Leming | 20. dubna 2012          |
| 146          | 20        | The Girl with the Dungeons and Dragons Tattoo | John MacCarthy   | Robbie Thompson                    | 27. dubna 2012          |
| 147          | 21        | Reading Is Fundamental                        | Ben Edlund       | Ben Edlund                         | 4. května 2012          |
| 148          | 22        | There Will Be Blood                           | Guy Bee          | Andrew Dabb a Daniel Loflin        | 11. května 2012         |
| 149          | 23        | Survival of the Fittest                       | Robert Singer    | Sera Gamble                        | 18. května 2012         |

### Osmá řada (2012–2013)
| Č. v seriálu | Č. v řadě | Původní název                   | Režie                 | Scénář                             | Premiéra v USA (The CW) |
| ------------ | --------- | ------------------------------- | --------------------- | ---------------------------------- | ----------------------- |
| 150          | 1         | We Need to Talk About Kevin     | Robert Singer         | Jeremy Carver                      | 3. října 2012           |
| 151          | 2         | What's Up, Tiger Mommy?         | John Showalter        | Andrew Dabb a Daniel Loflin        | 10. října 2012          |
| 152          | 3         | Heartache                       | Jensen Ackles         | Brad Buckner a Eugenie Ross-Leming | 17. října 2012          |
| 153          | 4         | Bitten                          | Thomas J. Wright      | Robbie Thompson                    | 24. října 2012          |
| 154          | 5         | Blood Brother                   | Guy Bee               | Ben Edlund                         | 31. října 2012          |
| 155          | 6         | Southern Comfort                | Tim Andrew            | Adam Glass                         | 7. listopadu 2012       |
| 156          | 7         | A Little Slice of Kevin         | Charlie Carner        | Brad Buckner a Eugenie Ross-Leming | 14. listopadu 2012      |
| 157          | 8         | Hunteri Heroici                 | Paul Edwards          | Andrew Dabb                        | 28. listopadu 2012      |
| 158          | 9         | Citizen Fang                    | Nick Copus            | Daniel Loflin                      | 5. prosince 2012        |
| 159          | 10        | Torn and Frayed                 | Robert Singer         | Jenny Klein                        | 16. ledna 2013          |
| 160          | 11        | LARP and the Real Girl          | Jeannot Szwarc        | Robbie Thompson                    | 23. ledna 2013          |
| 161          | 12        | As Time Goes By                 | Serge Ladouceur       | Adam Glass                         | 30. ledna 2013          |
| 162          | 13        | Everybody Hates Hitler          | Phil Sgriccia         | Ben Edlund                         | 6. února 2013           |
| 163          | 14        | Trial and Error                 | Kevin Parks           | Andrew Dabb                        | 13. února 2013          |
| 164          | 15        | Man's Best Friend with Benefits | John Showalter        | Brad Buckner a Eugenie Ross-Leming | 20. února 2013          |
| 165          | 16        | Remember the Titans             | Steve Boyum           | Daniel Loflin                      | 27. února 2013          |
| 166          | 17        | Goodbye Stranger                | Thomas J. Wright      | Robbie Thompson                    | 20. března 2013         |
| 167          | 18        | Freaks and Geeks                | John Showalter        | Adam Glass                         | 27. března 2013         |
| 168          | 19        | Taxi Driver                     | Guy Bee               | Brad Buckner a Eugenie Ross-Leming | 3. dubna 2013           |
| 169          | 20        | Pac-Man Fever                   | Robert Singer         | Robbie Thompson                    | 24. dubna 2013          |
| 170          | 21        | The Great Escapist              | Robert Duncan McNeill | Ben Edlund                         | 1. května 2013          |
| 171          | 22        | Clip Show                       | Thomas J. Wright      | Andrew Dabb                        | 8. května 2013          |
| 172          | 23        | Sacrifice                       | Phil Sgriccia         | Jeremy Carver                      | 15. května 2013         |

### Devátá řada (2013–2014)
| Č. v seriálu | Č. v řadě | Původní název                  | Režie               | Scénář                             | Premiéra v USA (The CW) |
| ------------ | --------- | ------------------------------ | ------------------- | ---------------------------------- | ----------------------- |
| 173          | 1         | I Think I'm Gonna Like It Here | John Showalter      | Jeremy Carver                      | 8. října 2013           |
| 174          | 2         | Devil May Care                 | Guy Bee             | Andrew Dabb                        | 15. října 2013          |
| 175          | 3         | I'm No Angel                   | Kevin Hooks         | Brad Buckner a Eugenie Ross-Leming | 22. října 2013          |
| 176          | 4         | Slumber Party                  | Robert Singer       | Robbie Thompson                    | 29. října 2013          |
| 177          | 5         | Dog Dean Afternoon             | Tim Andrew          | Eric Charmelo a Nicole Snyder      | 5. listopadu 2013       |
| 178          | 6         | Heaven Can't Wait              | Rob Spera           | Robert Berens                      | 12. listopadu 2013      |
| 179          | 7         | Bad Boys                       | Kevin Parks         | Adam Glass                         | 19. listopadu 2013      |
| 180          | 8         | Rock and a Hard Place          | John MacCarthy      | Jenny Klein                        | 26. listopadu 2013      |
| 181          | 9         | Holy Terror                    | Thomas J. Wright    | Brad Buckner a Eugenie Ross-Leming | 3. prosince 2013        |
| 182          | 10        | Road Trip                      | Robert Singer       | Andrew Dabb                        | 14. ledna 2014          |
| 183          | 11        | First Born                     | John Badham         | Robbie Thompson                    | 21. ledna 2014          |
| 184          | 12        | Sharp Teeth                    | John Showalter      | Adam Glass                         | 28. ledna 2014          |
| 185          | 13        | The Purge                      | Phil Sgriccia       | Eric Charmelo a Nicole Snyder      | 4. února 2014           |
| 186          | 14        | Captives                       | Jerry Wanek         | Robert Berens                      | 25. února 2014          |
| 187          | 15        | #THINMAN                       | Jeannot Szwarc      | Jenny Klein                        | 4. března 2014          |
| 188          | 16        | Blade Runners                  | Serge Ladouceur     | Brad Buckner a Eugenie Ross-Leming | 18. března 2014         |
| 189          | 17        | Mother's Little Helper         | Misha Collins       | Adam Glass                         | 25. března 2014         |
| 190          | 18        | Meta Fiction                   | Thomas J. Wright    | Robbie Thompson                    | 15. dubna 2014          |
| 191          | 19        | Alex Annie Alexis Ann          | Stefan Pleszczynski | Robert Berens                      | 22. dubna 2014          |
| 192          | 20        | Bloodlines                     | Robert Singer       | Andrew Dabb                        | 29. dubna 2014          |
| 193          | 21        | King of the Damned             | P. J. Pesce         | Brad Buckner a Eugenie Ross-Leming | 6. května 2014          |
| 194          | 22        | Stairway to Heaven             | Guy Bee             | Andrew Dabb                        | 13. května 2014         |
| 195          | 23        | Do You Believe in Miracles?    | Thomas J. Wright    | Jeremy Carver                      | 20. května 2014         |

### Desátá řada (2014–2015)
| Č. v seriálu | Č. v řadě | Původní název              | Režie                 | Scénář                                                 | Premiéra v USA (The CW) |
| ------------ | --------- | -------------------------- | --------------------- | ------------------------------------------------------ | ----------------------- |
| 196          | 1         | Black                      | Robert Singer         | Jeremy Carver                                          | 7. října 2014           |
| 197          | 2         | Reichenbach                | Thomas J. Wright      | Andrew Dabb                                            | 14. října 2014          |
| 198          | 3         | Soul Survivor              | Jensen Ackless        | Brad Buckner a Eugenie Ross-Leming                     | 21. října 2014          |
| 199          | 4         | Paper Moon                 | Jeannot Szwarc        | Adam Glass                                             | 28. října 2014          |
| 200          | 5         | Fan Fiction                | Phil Sgriccia         | Robbie Thompson                                        | 11. listopadu 2014      |
| 201          | 6         | Ask Jeeves                 | John MacCarthy        | Eric Carmelo a Nicole Snyder                           | 18. listopadu 2014      |
| 202          | 7         | Girls, Girls, Girls        | Robert Singer         | Robert Berens                                          | 25. listopadu 2014      |
| 203          | 8         | Hibbing 911                | Tim Andrew            | námět: Jenny Klein a Phil Sgriccia scénář: Jenny Klein | 2. prosince 2014        |
| 204          | 9         | The Things We Left Behind  | Guy Bee               | Andrew Dabb                                            | 9. prosince 2014        |
| 205          | 10        | The Hunter Games           | John Badham           | Eugenie Ross-Leming a Brad Buckner                     | 20. ledna 2015          |
| 206          | 11        | There's No Place Like Home | Phil Sgriccia         | Robbie Thompson                                        | 27. ledna 2015          |
| 207          | 12        | About a Boy                | Serge Ladouceur       | Adam Glass                                             | 3. února 2015           |
| 208          | 13        | Halt & Catch Fire          | John Showalter        | Eric Charmelo a Nicole Snyder                          | 10. února 2015          |
| 209          | 14        | The Executioner's Song     | Phil Sgriccia         | Robert Berens                                          | 17. února 2015          |
| 210          | 15        | The Things They Carried    | John Badham           | Jenny Klein                                            | 18. března 2015         |
| 211          | 16        | Paint It Black             | John Showalter        | Brad Bucker a Eugenie Ross-Leming                      | 25. března 2015         |
| 212          | 17        | Inside Man                 | Rashaad Ernesto Green | Andrew Dabb                                            | 1. dubna 2015           |
| 213          | 18        | Book of the Damned         | P. J. Pesce           | Robbie Thompson                                        | 15. dubna 2015          |
| 214          | 19        | The Werther Project        | Stefan Pleszczynski   | Robert Berens                                          | 22. dubna 2015          |
| 215          | 20        | Angel Heart                | Steve Boyum           | Robbie Thompson                                        | 29. dubna 2015          |
| 216          | 21        | Dark Dynasty               | Robert Singer         | Eugenie Ross-Leming a Brad Buckner                     | 6. května 2015          |
| 217          | 22        | The Prisoner               | Thomas J. Wright      | Andrew Dabb                                            | 13. května 2015         |
| 218          | 23        | Brother's Keeper           | Phil Sgriccia         | Jeremy Carver                                          | 20. května 2015         |

### Jedenáctá řada (2015–2016)
| Č. v seriálu | Č. v řadě | Původní název                      | Režie                 | Scénář                             | Premiéra v USA (The CW) |
| ------------ | --------- | ---------------------------------- | --------------------- | ---------------------------------- | ----------------------- |
| 219          | 1         | Out of the Darkness, Into the Fire | Robert Singer         | Jeremy Carver                      | 7. října 2015           |
| 220          | 2         | Form and Void                      | Phil Sgriccia         | Andrew Dabb                        | 14. října 2015          |
| 221          | 3         | The Bad Seed                       | Jensen Ackles         | Brad Buckner a Eugenie Ross-Leming | 21. října 2015          |
| 222          | 4         | Baby                               | Thomas J. Wright      | Robbie Thompson                    | 28. října 2015          |
| 223          | 5         | Thin Lizzie                        | Rashaad Ernesto Green | Nancy Won                          | 4. listopadu 2015       |
| 224          | 6         | Our Little World                   | John Showalter        | Robert Berens                      | 11. listopadu 2015      |
| 225          | 7         | Plush                              | Tim Andrew            | Eric Charmelo a Nicole Snyder      | 18. listopadu 2015      |
| 226          | 8         | Just My Imagination                | Richard Speight, Jr.  | Jenny Klein                        | 2. prosince 2015        |
| 227          | 9         | O Brother Where Art Thou?          | Robert Singer         | Eugenie Ross-Leming a Brad Buckner | 9. prosince 2015        |
| 228          | 10        | The Devil in the Details           | Thomas J. Wright      | Andrew Dabb                        | 20. ledna 2016          |
| 229          | 11        | Into the Mystic                    | John Badham           | Robbie Thompson                    | 27. ledna 2016          |
| 230          | 12        | Don't You Forget About Me          | Stefan Pleszczynski   | Nancy Won                          | 3. února 2016           |
| 231          | 13        | Love Hurts                         | Phil Sgriccia         | Eric Charmelo a Nicole Snyder      | 10. února 2016          |
| 232          | 14        | The Vessel                         | John Badham           | Robert Berens                      | 17. února 2016          |
| 233          | 15        | Beyond the Mat                     | Jerry Wanek           | John Bring a Andrew Dabb           | 24. února 2016          |
| 234          | 16        | Safe House                         | Stefan Pleszczynski   | Robbie Thompson                    | 23. března 2016         |
| 235          | 17        | Red Meat                           | Nina Lopez-Corrado    | Robert Berens a Andrew Dabb        | 30. března 2016         |
| 236          | 18        | Hell's Angel                       | Phil Sgriccia         | Brad Buckner a Eugenie Ross-Leming | 6. dubna 2016           |
| 237          | 19        | The Chitters                       | Eduardo Sánchez       | Nancy Won                          | 27. dubna 2016          |
| 238          | 20        | Don't Call Me Shurley              | Robert Singer         | Robbie Thompson                    | 4. května 2016          |
| 239          | 21        | All in the Family                  | Thomas J. Wright      | Eugenie Ross-Leming a Brad Buckner | 11. května 2016         |
| 240          | 22        | We Happy Few                       | John Badham           | Robert Berens                      | 18. května 2016         |
| 241          | 23        | Alpha and Omega                    | Phil Sgriccia         | Andrew Dabb                        | 25. května 2016         |

### Dvanáctá řada (2016–2017)
| Č. v seriálu | Č. v řadě | Původní název                     | Režie                | Scénář                             | Premiéra v USA (The CW) |
| ------------ | --------- | --------------------------------- | -------------------- | ---------------------------------- | ----------------------- |
| 242          | 1         | Keep Calm and Carry On            | Phil Sgriccia        | Andrew Dabb                        | 13. října 2016          |
| 243          | 2         | Mamma Mia                         | Thomas J. Wright     | Brad Buckner a Eugenie Ross-Leming | 20. října 2016          |
| 244          | 3         | The Foundry                       | Robert Singer        | Robert Berens                      | 27. října 2016          |
| 245          | 4         | American Nightmare                | John Showalter       | Davy Perez                         | 3. listopadu 2016       |
| 246          | 5         | The One You've Been Waiting For   | Nina Lopez-Corrado   | Meredith Glynn                     | 10. listopadu 2016      |
| 247          | 6         | Celebrating the Life of Asa Fox   | John Badham          | Steven Yockey                      | 17. listopadu 2016      |
| 248          | 7         | Rock Never Dies                   | Eduardo Sánchez      | Robert Berens                      | 1. prosince 2016        |
| 249          | 8         | LOTUS                             | Phil Sgriccia        | Eugenie Ross-Leming a Brad Buckner | 8. prosince 2016        |
| 250          | 9         | First Blood                       | Robert Singer        | Andrew Dabb                        | 26. ledna 2017          |
| 251          | 10        | Lily Sunder Has Some Regrets      | Thomas J. Wright     | Steve Yockey                       | 2. února 2017           |
| 252          | 11        | Regarding Dean                    | John Badham          | Meredith Glynn                     | 9. února 2017           |
| 253          | 12        | Stuck in the Middle (With You)    | Richard Speight, Jr. | Davy Perez                         | 16. února 2017          |
| 254          | 13        | Family Feud                       | P. J. Pesce          | Brad Buckner a Eugenie Ross-Leming | 23. února 2017          |
| 255          | 14        | The Raid                          | John MacCarthy       | Robert Berens                      | 2. března 2017          |
| 256          | 15        | Somewhere Between Heaven and Hell | Nina Lopez-Corrado   | Davy Perez                         | 9. března 2017          |
| 257          | 16        | Ladies Drink Free                 | Amyn Kaderali        | Meredith Glynn                     | 30. března 2017         |
| 258          | 17        | The British Invasion              | John Showalter       | Eugenie Ross-Leming a Brad Buckner | 6. dubna 2017           |
| 259          | 18        | The Memory Remains                | Phil Sgriccia        | John Bring                         | 13. dubna 2017          |
| 260          | 19        | The Future                        | Amanda Tapping       | Robert Berens a Meredith Glynn     | 27. dubna 2017          |
| 261          | 20        | Twigs & Twine & Tasha Banes       | Richard Speight, Jr. | Steve Yockey                       | 4. května 2017          |
| 262          | 21        | There's Something About Mary      | P. J. Pesce          | Brad Buckner a Eugenie Ross-Leming | 11. května 2017         |
| 263          | 22        | Who We Are                        | John Showalter       | Robert Berens                      | 18. května 2017         |
| 264          | 23        | All Along the Watchtower          | Robert Singer        | Andrew Dabb                        | 18. května 2017         |

### Třináctá řada (2017–2018)
| Č. v seriálu | Č. v řadě | Původní název             | Režie                | Scénář                             | Premiéra v USA (The CW) |
| ------------ | --------- | ------------------------- | -------------------- | ---------------------------------- | ----------------------- |
| 265          | 1         | Lost and Found            | Phil Sgriccia        | Andrew Dabb                        | 12. října 2017          |
| 266          | 2         | The Rising Son            | Thomas J. Wright     | Eugenie Ross-Leming a Brad Buckner | 19. října 2017          |
| 267          | 3         | Patience                  | Robert Singer        | Robert Berens                      | 26. října 2017          |
| 268          | 4         | The Big Empty             | John Badham          | Meredith Glynn                     | 2. listopadu 2017       |
| 269          | 5         | Advanced Thanatology      | John Showalter       | Steve Yockey                       | 9. listopadu 2017       |
| 270          | 6         | Tombstone                 | Nina Lopez-Corrado   | Davy Perez                         | 16. listopadu 2017      |
| 271          | 7         | War of the Worlds         | Richard Speight, Jr. | Eugenie Ross-Leming a Brad Buckner | 23. listopadu 2017      |
| 272          | 8         | The Scorpion and the Frog | Robert Singer        | Meredith Glynn                     | 30. listopadu 2017      |
| 273          | 9         | The Bad Place             | Phil Sgriccia        | Robert Berens                      | 7. prosince 2017        |
| 274          | 10        | Wayward Sisters           | Phil Sgriccia        | Robert Berens a Andrew Dabb        | 18. ledna 2018          |
| 275          | 11        | Breakdown                 | Amyn Kaderali        | Davy Perez                         | 25. ledna 2018          |
| 276          | 12        | Various & Sundry Villains | Amanda Tapping       | Steve Yockey                       | 1. února 2018           |
| 277          | 13        | Devil's Bargain           | Eduardo Sánchez      | Eugenie Ross-Leming a Brad Buckner | 8. února 2018           |
| 278          | 14        | Good Intentions           | P. J. Pesce          | Meredith Glynn                     | 1. března 2018          |
| 279          | 15        | A Most Holy Man           | Amanda Tapping       | Robert Singer a Andrew Dabb        | 8. března 2018          |
| 280          | 16        | Scoobynatural             | Robert Singer        | Jim Krieg a Jeremy Adams           | 29. března 2018         |
| 281          | 17        | The Thing                 | John Showalter       | Davy Perez                         | 5. dubna 2018           |
| 282          | 18        | Bring 'em Back Alive      | Amyn Kenderali       | Brad Buckner a Eugenie Ross-Leming | 12. dubna 2018          |
| 283          | 19        | Funeralia                 | Nina Lopez-Corrado   | Steve Yockey                       | 19. dubna 2018          |
| 284          | 20        | Unfinished Business       | Richard Speight, Jr. | Meredith Glynn                     | 26. dubna 2018          |
| 285          | 21        | Beat the Devil            | Phil Sgriccia        | Robert Berens                      | 3. května 2018          |
| 286          | 22        | Exodus                    | Thomas J. Wright     | Eugenie Ross-Leming a Brad Buckner | 10. května 2018         |
| 287          | 23        | Let the Good Times Roll   | Robert Singer        | Andrew Dabb                        | 17. května 2018         |

### Čtrnáctá řada (2018–2019)
| Č. v seriálu | Č. v řadě | Původní název              | Režie                | Scénář                                                            | Premiéra v USA (The CW) |
| ------------ | --------- | -------------------------- | -------------------- | ----------------------------------------------------------------- | ----------------------- |
| 288          | 1         | Stranger in a Strange Land | Thomas J. Wright     | Andrew Dabb                                                       | 11. října 2018          |
| 289          | 2         | Gods and Monsters          | Richard Speight, Jr. | Brad Buckner a Eugenie Ross-Leming                                | 18. října 2018          |
| 290          | 3         | The Scar                   | Robert Singer        | Robert Berens                                                     | 25. října 2018          |
| 291          | 4         | Mint Condition             | Amyn Kaderali        | Davy Perez                                                        | 1. listopadu 2018       |
| 292          | 5         | Nightmare Logic            | Darren Grant         | Meredith Glynn                                                    | 8. listopadu 2018       |
| 293          | 6         | Optimism                   | Richard Speight Jr.  | Steve Yockey                                                      | 15. listopadu 2018      |
| 294          | 7         | Unhuman Nature             | John Showalter       | Eugenie Ross-Leming a Brad Buckner                                | 29. listopadu 2018      |
| 295          | 8         | Byzantium                  | Eduardo Sánchez      | Meredith Glynn                                                    | 6. prosince 2018        |
| 296          | 9         | The Spear                  | Amyn Kaderali        | Robert Berens                                                     | 13. prosince 2018       |
| 297          | 10        | Nihilism                   | Amanda Tapping       | Steve Yockey                                                      | 17. ledna 2019          |
| 298          | 11        | Damaged Goods              | Phil Sgriccia        | Davy Perez                                                        | 24. ledna 2019          |
| 299          | 12        | Prophet and Loss           | Thomas J. Wright     | Brad Buckner a Eugenie Ross-Leming                                | 31. ledna 2019          |
| 300          | 13        | Lebanon                    | Robert Singer        | Andrew Dabb a Meredith Glynn                                      | 7. února 2019           |
| 301          | 14        | Ouroboros                  | Amyn Kaderali        | Steve Yockey                                                      | 7. března 2019          |
| 302          | 15        | Peace of Mind              | Phil Sgriccia        | námět: Meghan Fitzmartin a Steve Yockey scénář: Meghan Fitzmartin | 14. března 2019         |
| 303          | 16        | Don't Go in the Woods      | John Fitzpatrick     | Davy Perez a Nick Vaught                                          | 21. března 2019         |
| 304          | 17        | Game Night                 | John Showalter       | Meredith Glynn                                                    | 4. dubna 2019           |
| 305          | 18        | Absence                    | Nina Lopez-Corrado   | Robert Berens                                                     | 11. dubna 2019          |
| 306          | 19        | Jack in the Box            | Robert Singer        | Eugenie Ross-Leming a Brad Buckner                                | 18. dubna 2019          |
| 307          | 20        | Moriah                     | Phil Sgriccia        | Andrew Dabb                                                       | 25. dubna 2019          |

### Patnáctá řada (2019–2020)
| Č. v seriálu | Č. v řadě | Původní název                    | Režie                | Scénář                                                      | Premiéra v USA     |
| ------------ | --------- | -------------------------------- | -------------------- | ----------------------------------------------------------- | ------------------ |
| 308          | 1         | Back and to the Future           | John Showalter       | Andrew Dabb                                                 | 10. října 2019     |
| 309          | 2         | Raising Hell                     | Robert Singer        | Brad Buckner a Eugenie Ross-Leming                          | 17. října 2019     |
| 310          | 3         | The Rupture                      | Charles Beeson       | Robert Berens                                               | 24. října 2019     |
| 311          | 4         | Atomic Monsters                  | Jensen Ackles        | Davy Perez                                                  | 7. listopadu 2019  |
| 312          | 5         | Proverbs 17:3                    | Richard Speight, Jr. | Steve Yockey                                                | 14. listopadu 2019 |
| 313          | 6         | Golden Time                      | John Showalter       | Meredith Glynn                                              | 21. listopadu 2019 |
| 314          | 7         | Last Call                        | Amyn Kaderali        | Jeremy Adams                                                | 5. prosince 2019   |
| 315          | 8         | Our Father, Who Aren't in Heaven | Richard Speight, Jr. | Eugenie Ross-Leming a Brad Buckner                          | 12. prosince 2019  |
| 316          | 9         | The Trap                         | Robert Singer        | Robert Berens                                               | 16. ledna 2020     |
| 317          | 10        | The Heroes' Journey              | John Showalter       | Andrew Dabb                                                 | 23. ledna 2020     |
| 318          | 11        | The Gamblers                     | Charles Beeson       | námět: Meredith Glynn a Davy Perez scénář: Meredith Glynn   | 30. ledna 2020     |
| 319          | 12        | Galaxy Brain                     | Richard Speight, Jr. | námět: Meredith Glynn a Robert Berens scénář: Robert Berens | 16. března 2020    |
| 320          | 13        | Destiny's Child                  | Amyn Kaderali        | Brad Buckner a Eugenie Ross-Leming                          | 23. března 2020    |
| 321          | 14        | Last Holiday                     | Eduardo Sánchez      | Jeremy Adams                                                | 8. října 2020      |
| 322          | 15        | Gimme Shelter                    | Matt Cohen           | Davy Perez                                                  | 15. října 2020     |
| 323          | 16        | Drag Me Away (From You)          | Amyn Kaderali        | Meghan Fitzmartin                                           | 22. října 2020     |
| 324          | 17        | Unity                            | Catriona McKenzie    | Meredith Glynn                                              | 29. října 2020     |
| 325          | 18        | Despair                          | Richard Speight, Jr. | Robert Berens                                               | 5. listopadu 2020  |
| 326          | 19        | Inherit the Earth                | John Showalter       | Eugenie Ross-Leming a Brad Buckner                          | 12. listopadu 2020 |
| 327          | 20        | Carry On                         | Robert Singer        | Andrew Dabb                                                 | 19. listopadu 2020 |